# Cryptosphaeria
Cryptosphaeria és a gènere de fongs a la família Diatrypaceae de l'orde de les xilarials. El gènere té una distribució estesa en regions temperades, i conté vuit espècies.

## Taxonomia
El gènere conté les espècies:
- Cryptosphaeria aurantia (Grev. 1823)
- Cryptosphaeria bifrons (Grev. 1824)
- Cryptosphaeria bobolensis (De Not.)
- Cryptosphaeria clematidis (R. Rao 1971)
- Cryptosphaeria corniculata
- Cryptosphaeria corniculata ((Ehrh.) Grev. 1824)
- Cryptosphaeria crepiniana (Sacc. & Roum. 1883)
- Cryptosphaeria cubensis (Syd. 1921)
- Cryptosphaeria cumingii (Speg. 1910)
- Cryptosphaeria curvispora (Starbäck 1905)
- Cryptosphaeria decipiens ((Lam. & DC.) Læssøe & Spooner 1994)
- Cryptosphaeria doliolum ((Pers.) Grev. 1824)
- Cryptosphaeria eunomia ((Fr.) Fuckel 1870)
- Cryptosphaeria eunomia var. eunomia ((Fr.) Fuckel 1870
- Cryptosphaeria eunomia var. fraxini ((Richon) Rappaz 1987
- Cryptosphaeria eunomica ((Fr.) Fuckel
- Cryptosphaeria eunomioides ((G. H. Otth) Höhn. 1923
- Cryptosphaeria exornata (Lar. N. Vassiljeva 1998
- Cryptosphaeria fissicola ((Cooke & Ellis) Sacc. 1882
- Cryptosphaeria glaucopunctata (Grev. 1824
- Cryptosphaeria gnomon ((Tode) Grev. 1824
- Cryptosphaeria hazslinszkyi (Rehm
- Cryptosphaeria heterospora (Speg. 1925
- Cryptosphaeria inordinata ((Berk. & M.A. Curtis) Sacc. 1882
- Cryptosphaeria juglandina (Ellis & Holw.
- Cryptosphaeria lauri (Grev. 1824
- Cryptosphaeria ligniota ((Fr.) Auersw. 1874
- Cryptosphaeria mangrovei (K. D. Hyde 1993
- Cryptosphaeria millepunctata (Grev. 1824
- Cryptosphaeria millepunctata (Nitschke 1867
- Cryptosphaeria moravica (Petr. & Sacc. 1913
- Cryptosphaeria myriocarpa ((Nitschke) Sacc. 1882
- Cryptosphaeria nitida (Grev. 1824
- Cryptosphaeria ocellata ((Fr.) Ces. & De Not. 1863
- Cryptosphaeria ontariensis ((Ellis & Everh.) Höhn. 1923
- Cryptosphaeria paetula ((Fr.) Ellis 1895
- Cryptosphaeria philippinensis (Rehm 1913
- Cryptosphaeria pimpriana ((A. Pande & K.R.G. Nair) A. Pande 2008
- Cryptosphaeria poonensis ((A. Pande) A. Pande 2008
- Cryptosphaeria populicola (Speg. 1898
- Cryptosphaeria populina ((Pers.) Sacc. 1882
- Cryptosphaeria populina var. populina ((Pers.) Sacc. 1882
- Cryptosphaeria populina var. prunorum (Sacc. 1882
- Cryptosphaeria propagata ((Plowr.) Sacc. 1882
- Cryptosphaeria pulchellum ((Pers.) Grev. 1824
- Cryptosphaeria pullmanensis (Glawe 1984
- Cryptosphaeria punctiformis ((Pers.) Grev. 1824
- Cryptosphaeria rimulosa (Pass. 1875
- Cryptosphaeria rubrocincta ((Schwein.) Sacc. 1882
- Cryptosphaeria sarosiensis (Hazsl. 1893
- Cryptosphaeria schulzeri (Sacc. 1884
- Cryptosphaeria secreta ((Cooke & Ellis) Sacc. 1882
- Cryptosphaeria sepulta ((Nitschke) Sacc. 1882
- Cryptosphaeria subcutanea ((Wahlenb.) Rappaz 1984
- Cryptosphaeria sulcata (A.I. Romero & Carmarán 2003
- Cryptosphaeria tamaricis ((Grev.) Grev. 1824
- Cryptosphaeria taxi (Grev. 1822
- Cryptosphaeria tetragona (Ces. & De Not.
- Cryptosphaeria tucumanensis (Petr. 1963
- Cryptosphaeria venusta (Lar. N. Vassiljeva 1986
- Cryptosphaeria vexata ((Cooke & Ellis) Sacc. 1882
- Cryptosphaeria vibratilis ((Fr.) Ces. & De Not. 1863
- Cryptosphaeria vicinula ((Nyl.) P. Karst.